# Aegialomys
Aegialomys är ett släkte i familjen hamsterartade gnagare med två arter som förekommer i västra Sydamerika och på Galapagosöarna. De listades tidigare i släktet risråttor.
Det vetenskapliga släktnamnet är bildat av det grekiska ordet aegialos som betecknar ett kustlandskap.
Dessa gnagare har på ovansidan en spräcklig päls i gulbrun till gråbrun. Det finns en tydlig gräns mot den ljusare undersidan. Svansens undersida är mer eller mindre ljusare än ovansidan. Den är beroende på art längre eller lika lång som alla andra kroppsdelar tillsammans.Vid bakfötternas tår finns tofsar som täcker klorna. I motsats till risråttor har arterna en stor trampdyna vid muskelgruppen hypotenar. Ett exemplar av Aegialomys galapagoensis hade en kroppslängd (huvud och bål) av 152 mm och en svanslängd av 102 mm. Samma värden för en individ av Aegialomys xanthaeolus är 121 mm respektive 132 mm.
Arterna är:
- Aegialomys galapagoensis, finns endast kvar på ön Santa Fe i Galápagosöarna.
- Aegialomys xanthaeolus, förekommer i Ecuador och Peru.

IUCN listar Aegialomys xanthaeolus som livskraftig (LC) och Aegialomys galapagoensis som sårbar (VU).